# Ґурґаон (округ)
Ґурґаон (гінді गुड़गांव ज़िला, англ. Gurgaon district) — округ індійського штату Хар'яна в межах Національного столичного регіону із центром у місті Ґурґаон, найбільшому місті округу. Економіка орієнтована перш за все на промисловість, округ є центром інформаційних технологій та супітніх послуг. Також тут виробляються автомобілі, мотоцикли, інструменти, спортивні товари, телекомунікаційне обладнання, продукти харчування, ліки, одяг, пестициди.